# Francis Gashry
Francis Gashry, of Hollybush House (né le 14 novembre 1702 et mort le 19 mai 1762), est un homme politique anglais, membre du Parlement de Grande-Bretagne de 1741 à 1762 . 

## Biographie
Francis Gashry est le fils François Gascherie, parfumeur, de Lamb's St, et de sa femme Susanna Gascherie. Les parents de Gashry sont tous deux originaires de La Rochelle, son père étant naturalisé en 1709 sous le nom de « Gascherye ».
Il est inspecteur des journaux des capitaines et secrétaire de Sir Charles Wager en 1737, lorsque Wager est le Premier Lord de l'Amirauté et est lui-même commissaire aux marins malades et blessés. Wager fait élire Gashry comme député d'Aldeburgh lors d'une élection partielle le 30 mars 1741 et le promu commissaire de la marine en 1741. 
À l'élection générale de 1741, Gashry est réélu sans opposition en tant que candidat de Wager à East Looe. En 1742, il comparait devant un comité secret nommé pour enquêter sur l'administration de Walpole afin de témoigner sur le paiement de l'argent des services secrets lors de l'élection de Wager pour Westminster en 1741. Il est nommé contrôleur des comptes d'approvisionnement en 1744. Aux élections générales de 1747, il est de nouveau réélu sans opposition pour East Looe. Lorsque Trelawny se rend en Jamaïque en tant que gouverneur, Gashry devient l'intermédiaire entre le gouvernement et la famille Trelawny, ainsi que l'agent personnel du gouverneur.
Gashry épouse Martha Bolton, veuve de Charles Bolton, qui est le neveu de l'amiral Charles Wager. Par sa femme, Gashry succède au manoir de Rotherhithe et à Kilmenath, près de Looe, lorsque la veuve de Wager meurt en 1748. Il devient directeur de la Compagnie de la mer du Sud en 1749 et est nommé treasurer and paymaster of the Ordnance  en 1751.
Il est réélu sans opposition en tant que député d'East Looe aux élections générales de 1754. En tant que directeur de la South Sea Company et trésorier de l'Ordnance, il est consulté par Newcastle sur les questions financières et souscrit des emprunts du gouvernement. Il est réélu sans opposition aux élections générales de 1761.